# Lovro Žemva
Lovro Žemva, slovenski smučarski tekač, * 10. avgust 1911, Gorje, † 27. december 1981.
Žemva je za Kraljevino Jugoslavijo nastopil na Zimskih olimpijskih igrah 1936 v Garmisch-Partenkirchnu, kjer je nastopil v teku 50 km in zasedel 20. mesto. 